# Boffa (Guinea)

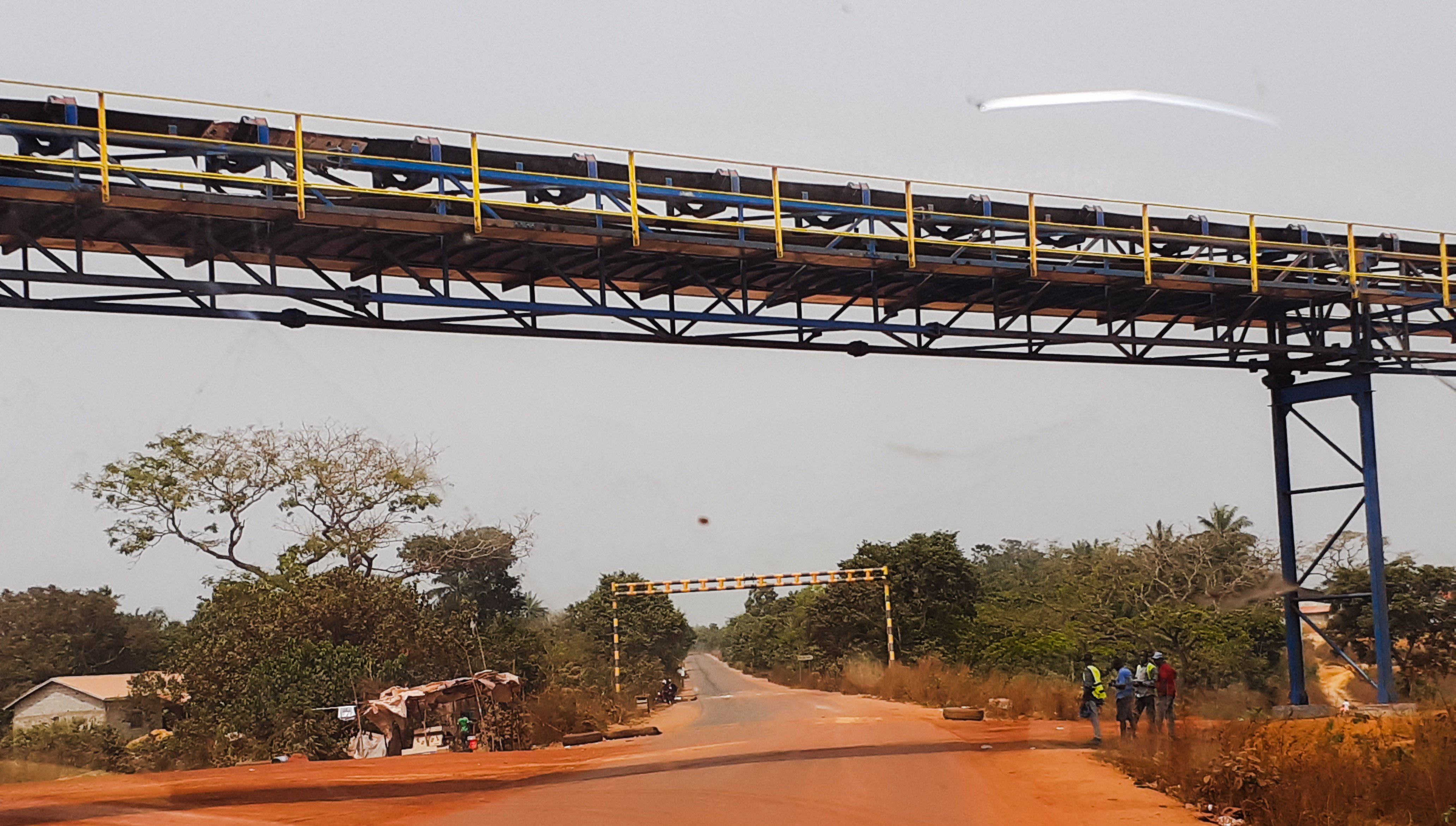
Trasporto di bauxite.

Boffa è un comune (in francese sous-préfecture) della Guinea, parte della regione di Boké e della prefettura omonima.